# Панельна дискусія
Панельна дискусія — обговорення певної теми групою людей перед аудиторією; на наукових, ділових або академічних конференціях, фан-конвенціях, або телевізійних шоу. Зазвичай обговорення веде модератор, який направляє дискусію, іноді задає питання аудиторії, намагається зробити обговорення інформативним і цікавим.
Прикладом панельної дискусії є дискусія «Питання українського правопису: східні реалії українською мовою» із обговоренням проблем створення та використання транслітерацій і транскрипцій для східних мов.